# Hans Vaihinger
Hans Vaihinger (Nehren, Alemanya, 25 de setembre de 1852 − Halle, Alemanya, 18 de desembre de 1933) va ser un filòsof alemany, seguidor de Kant i conegut especialment per la seva obra Philosophie des Als Ob (La filosofia del«com si», 1911).
Vaihingen va néixer a Nehren, Württemberg, prop de Tübingen, i va créixer en el que ell va descriure com un "entorn molt religiós". Va ser educat a Tübingen, Leipzig, i Berlín, es va convertir en tutor i més tard en professor de filosofia a Estrasburg abans de traslladar-se a la universitat a Halle el 1884.
A Philosophie des Als Ob, va afirmar que els éssers humans mai poden saber realment la realitat subjacent del món, i que com a resultat construïm sistemes de pensament i llavors assumim que aquests encaixen amb la realitat: ens comportem "com si" el món encaixés en els nostres models. En particular, va usar exemples de les ciències físiques, com els protons, els electrons, i les ones electromagnètiques. Cap d'aquests fenòmens ha estat observat directament, però la ciència aparenta que existeixen, i usa observacions fetes en aquestes suposicions per crear noves i millors estructures.

## Obres fonamentals
- Philosophie des Als Ob, 1911